# François-Nestor Adam
François-Nestor Adam CRB (* 7. Februar 1903 in Étroubles, Aostatal; † 8. Februar 1990 in Sitten) war ein italienisch-schweizerischer Geistlicher, Propst vom Grossen St. Bernhard und Bischof von Sitten.

## Leben
1919 bis 1921 studierte er in Turin Jurisprudenz und trat 1922 als Novize in das Hospiz auf dem Grossen St. Bernhard ein. Am 28. August 1927 erhielt er die Priesterweihe und wirkte danach von 1928 bis 1932 als Dozent für Theologie und Philosophie sowie als Novizenmeister im Hospiz. 1932 erwarb er in der Gemeinde Mex das Schweizer Bürgerrecht, war 1934 bis 1939 Pfarrer in Ravoire (Gemeinde Martigny-Combe) und danach bis 1952 Propst im Hospiz.
Am 8. August 1952 wurde François-Nestor Adam zum Bischof von Sitten ernannt und erhielt am 12. Oktober die Bischofsweihe durch den Apostolischen Nuntius in der Schweiz, Erzbischof Filippo Bernardini. Adams Wahlspruch lautete Ubi caritas, ibi Deus („Wo Liebe ist, da ist Gott“).
Bis zum 22. Juni 1977 wirkte Adam als Bischof von Sitten und nahm in dieser Funktion am Zweiten Vatikanischen Konzil teil. Von 1970 bis 1976 war er Präsident der Schweizer Bischofskonferenz und Leiter der Synode 72. Nach dem Ende seiner Amtszeit war er bis 1984 Prior von Bourg-Saint-Pierre. Unter Adam wurde 1970 in Ecône das Priesterseminar von Marcel Lefebvre gegründet.

## Pfarreigründungen
- 1953: Sion (Sacré-Coeur)
- 1957: Brig
- 1961: Sion (Saint-Guérin)
- 1962: Susten
- 1962: Verbier
- 1964: Ferden
- 1965: Les Agettes
- 1965: Lalden
- 1966: Wiler
- 1968: Sierre
- 1975: Sitten (St. Theodul)